# Ellie Gall
Pour les articles homonymes, voir Gall.
Ellie Gall est une actrice australienne née le 5 mai 1996 à Sydney. Elle a été choisie pour incarner le personnage principal de la dernière série de la franchise Stargate, un préquel diffusé uniquement sur Internet, nommé Stargate Origins.

## Filmographie
- 2018 : Stargate Origins : Catherine Langford (10 épisodes)
- 2018 : Ash vs Evil Dead : Rachel (1 épisode)
- 2017 : Girl Falling : Sarah
- 2017 : A Midsummer's Nightmare : Hannah Becker (téléfilm)
- 2016 : Wham Bam Thank You Ma'am : Katie (1 épisode)
- 2016 : Blind : Stacey (5 épisodes)
- 2014-2015 : A Place to Call Home : Colleen Kilgour (5 épisodes)
- 2012-2014 : Puberty Blues : Raquel (16 épisodes)
- 2013 : Bloomers : Emma
- 2013 : Summer Bay : Freya Lund (1 épisode)
- 2013 : Mind Over Maddie : Ambition (11 épisodes)
- 2011 : This Happenstance : Netball Player
- 2010 : 1MC: Something of Vengeance : Danila
- 2009 : Crime Investigation Australia : Sian Kingi (1 épisode)